# Epsilon Aquarii
Epsilon Aquarii (ε Aqr / ε Aquarii) é uma estrela da constelação de Aquarius. O seu nome tradicional é Albali.
Albali pertence à classe espectral A0 e possui uma magnitude aparente de +3,8.
Está situada a 215 anos-luz da Terra.